# Sainte-Trie
Sainte-Trie is een gemeente in het Franse departement Dordogne (regio Nouvelle-Aquitaine) en telt 148 inwoners (1999). De plaats maakte deel uit van het arrondissement Périgueux. Na de aanpassing van de arrondissementsgrenzen vanaf 2017 door het arrest van 30 december 2016 behoort zij tot het arrondissement Sarlat-la-Canéda.

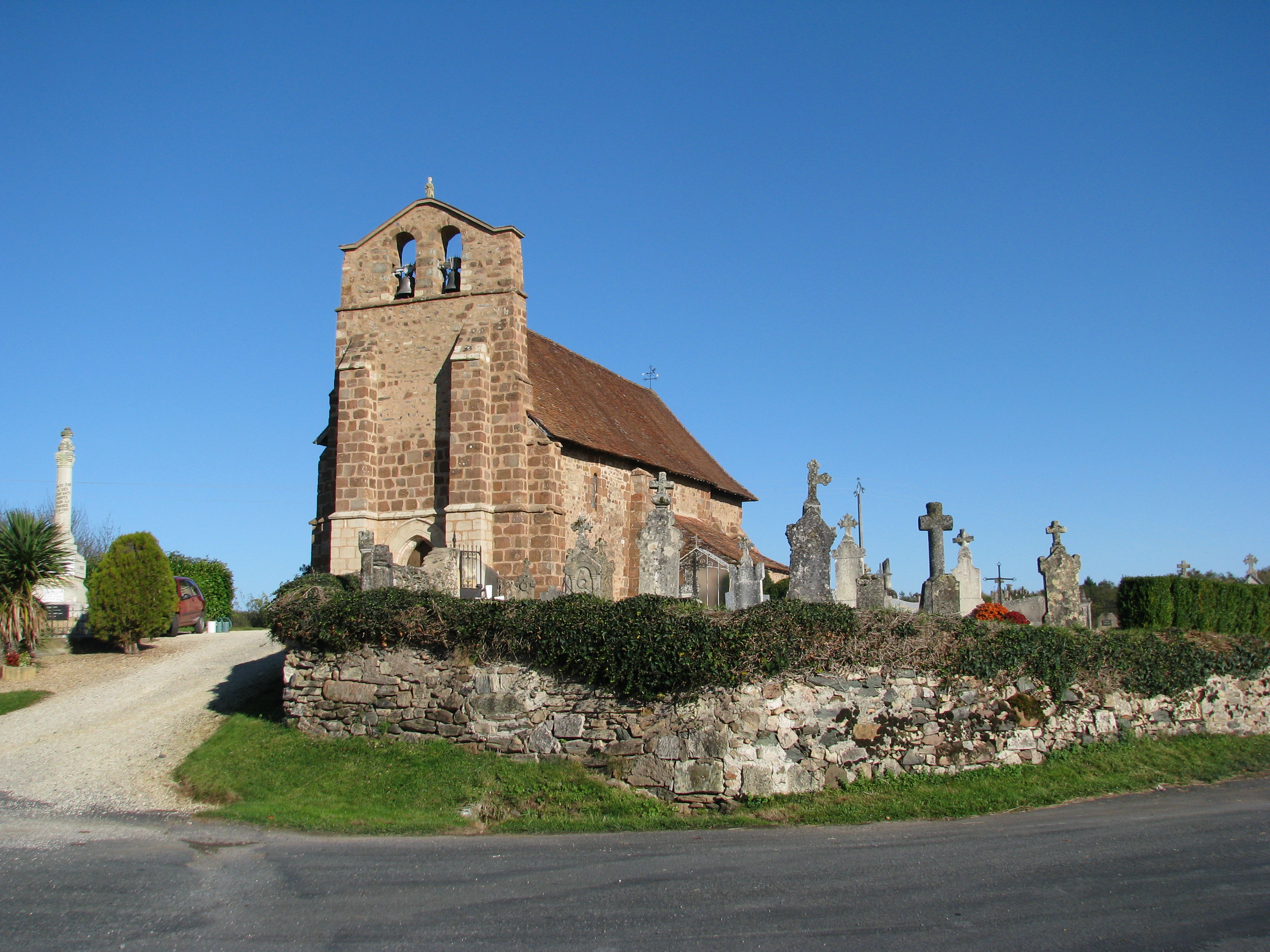
Kerk van Sainte-Trie.

## Geografie
De oppervlakte van Sainte-Trie bedraagt 10,7 km², de bevolkingsdichtheid is 13,8 inwoners per km².
De onderstaande kaart toont de ligging van Sainte-Trie met de belangrijkste infrastructuur en aangrenzende gemeenten.

## Demografie
Onderstaande figuur toont het verloop van het inwonertal (bron: INSEE-tellingen).